# Dymitr (Dikbasanis)
Dymitr, imię świeckie Demetrios Dikbasanis (ur. 20 września 1940 w Nea Irakleia, zm. 28 czerwca 2025 w Janinie) – albański duchowny prawosławny, w latach 2006–2025 metropolita Gjirokastry.

## Życiorys
Święcenia prezbiteratu przyjął w 1988 r. 16 listopada 2006 otrzymał chirotonię biskupią. W 2016 brał udział w soborze wszechprawosławnym na Krecie.